# A Girl Like Me
A Girl Like Me  je drugi studijski album R&B pjevačice Rihanne. Objavila ga je diskografska kuća Def Jam Records 19. travnja 2006. godine u Japanu, 24. travnja u Ujedinjenom Kraljevstvu, a 25. travnja u SAD-u. Za produkciju albuma Rihanna je radila s Evanom Rogersom, Carlom Sturkenom, Stargate produkcijskim timom i J.R Rotemom, uz pomoć izvođača Ne-Yo, koji je napisao drugi singl s albuma. Sadrži kombinacije popa, reggaea i balade.
S albuma su objavljeni hit singlovi "SOS", "Unfaithful" i  "Break It Off". "SOS" je dospio na prvo mjesto Billboard Hot 100 top ljestvice. Album je dospio na peto mjesto Billboard 200 top ljestvice i ljestvice u Ujedinjenom Kraljevstvu. U SAD-u je dobio platinastu certifikaciju.

## Pisanje i teme
Rihanna je opet surađivala s producentima Evanom Rogersom i Carlom Sturkenom koji su napravili većinu pjesama s njenog prethodnog albuma, Music of the Sun, i norveškim producentskim duom Stargate. Surađivala je i s Ne-Yo-om i jamajčanskim reggaei dancehall izvođačem Seanom Paulom.
Uz pomoć tekstopisaca kao što su Ne-Yo, Stargate, Evana Rogersa i Carla Sturkena, Rihanna je napisala tri pjesme s albuma.
Za vrijeme rada na albumu A Girl Like Me, Rihanna je morala potrošiti nešto vremena za snimanje kako bi promivirala Music of the Sun. Prvu pjesmu s albuma, "SOS", napisao je Evan Bogart po pjesmi s trećeg albuma So Amazin' Christine Milian. Pjesma je snimana tri dana te je prva snimljena s albuma, a kasnije je objavljena kao debitantski singl albuma. "Kisses Don't Lie" su napisali i producirali Evan Rogers i Carl Sturken. Pjesma je napisana i snimljena u Barbadosu, a Rihanna ju je opisala kao  "kombinaciju rocka i reggaea." U pjesmi  "Unfaithful", koju je napisao Ne-Yo, Rihanna je željela govoriti o osobnim stvarima djevojaka njene dobi u vrijeme kad ih doživljavaju, a ideju je dobila u naslovu albuma i rekla je da je to jedna od njenih omiljenih pjesama na albumu.
"We Ride" napisali su i producirali Stargate, koji su producirali i napisali njen prethodni singl. Za snimanje pjesme "Break It Off", duet s jamajčanskim izvođačem Seanom Paulom, Rihanna je morala putovati u Jamajku. Pjesmu je napisao Donovan Bennet, a Rihanna ju je obradila uz pomoć Seana Paula. Zadnje pjesme s albuma napisali su Rogers i Sturken uz pomoć Rihanne koja je obradila naslovnu pjesmu albuma, "A Girl Like Me." Rogers i Sturken su producirali polovicu pjesama s albuma, njih osam od 16. Album je sniman u periodu od 5 mjeseci, dva mjeseca duže od prethodnog albuma.

## Uspjeh
Album je dospio na peto mjesto top ljestvice Billboard 200 s preko 115.000 prodanih primjeraka prvog tjedna, skoro dva puta više nego Music of the Sun. Dospio je na šesto mjesto top ljestvice u Ujedinjenom Kraljevstvu s 24.000 primjeraka prodanih tog tjedna, i vratio se na peto mjesto u srpnju zbog uspjeha novog singla "Unfaithful". Do tog datuma prodano je 400.000 primjeraka albuma u Ujedinjenom Kraljevstvu. U SAD-u i Europi album je dobio platinastu certifikaciju. Krajem 2006. godine album je postao 20. najprodavaniji na svijetu.
Debitantski singl s albuma, "SOS" (poznat i kao "S.O.S. (Rescue Me)", postigao je značajan uspjeh u SAD-u i Kanadi te osvojio visoke pozicije na airplay ljestvicama obje države. Sadrži dijelove pjesme "Tainted Love" sastava Soft Cell iz 1981. Pjesma je dospjela na drugo mjesto na ljestvici u Ujedinjenom Kraljestvu i prvo na ljestvici Billboard Hot 100. "Unfaithful", drugi singl, dospio je na šesto mjesto na ljestvici Hot 100. Izvan SAD-a je postigao bolji uspjeh i postao hit broj jedan u Portugalu i Švicarskoj, te te bio među prvih 10 na top ljestvcama u 16 država. Treći singl, "We Ride", objavljen je na radiju u SAD-u 21. kolovoza. Uspjeh mu nije bio ni približan onom prethodna dva singla. Nije dospio na top ljesvicu Billboard Hot 100 (dospio je tek na šesto mjesto top ljestvice Bubbling Under Hot 100 Singles), a dospio je među prvih 10 na top ljesvicama u Novom Zelandu i Finskoj. Četvrti singl s albuma je "Break It Off" (duet sa Seanom Paulom), dospio je na deveto mjesto ljestvice Hot 100 i postao Rihannin četvrti singl koji je završio među prvih 10 pozicija na ljestvicama u SAD-u. Diljem svijeta album je prodan u preko 2,5 milijuna primjeraka.

## Kritike
A Girl Like Me većinom je primio pozitivne kritike. David Jeffries je za Allmusic rekao: "Svestrana urbana dance-pop pjevačica Rihanna dražesno je izbjegla iznenadan pad s albumom A Girl Like Me, koji je manje tropski začinjen, više moderan od njenog sunčanog i zabavnog (sun-and-fun) početka."  Pjesme "SOS", "Unfaithful" i "Break It Off" dočekane su uz posebno dobre komentare. The Observer je komentirao: " Ako Vam se sviđao prošlogodišnji smiješni trik "Pon de Replay", znajte da nema više istog ovdje"

## Popis pjesama
| Br. | Skladba                                                                | Tekstopisac                                                                                      | Producent(i)              | Trajanje |
| --- | ---------------------------------------------------------------------- | ------------------------------------------------------------------------------------------------ | ------------------------- | -------- |
| 1.  | »SOS«                                                                  | Ed Cobb, Jonathan Rotem, Evan Bogart                                                             | J. R. Rotem               | 4:00     |
| 2.  | »Kisses Don't Lie«                                                     | Evan Rogers, Carl Sturken, Rihanna Fenty                                                         | Evan Rogers, Carl Sturken | 3:52     |
| 3.  | »Unfaithful«                                                           | Tor Erik Hermansen, Mikkel S. Eriksen, Shaffer Smith                                             | StarGate                  | 3:48     |
| 4.  | »We Ride«                                                              | Hermansen, Eriksen, Makeba Riddick                                                               | StarGate                  | 3:56     |
| 5.  | »Dem Haters« (feat. Dwane Husbands)                                    | Rogers, Sturken, M. Hallim, V. Morgan, Michael Flowers, Aion Clarke                              | Mike City                 | 4:19     |
| 6.  | »Final Goodbye«                                                        | Curtis Richardson, Luke McMaster, Charlene Gilliam                                               | The Conglomerate          | 3:14     |
| 7.  | »Break It Off« (feat. Sean Paul)                                       | Sean Paul Henriques, Fenty, Donovan Bennett, K. Ford                                             | Don Corleon               | 3:34     |
| 8.  | »Crazy Little Thing Called Love« (feat. J-Status)                      | Rogers, Sturken, A. Thompson, D. Virgo, A. Barwise, B. Barwise, O. Stewart                       | Evan Rogers, Carl Sturken | 3:23     |
| 9.  | »Selfish Girl«                                                         | Rogers, Sturken                                                                                  | Evan Rogers, Carl Sturken | 3:38     |
| 10. | »P.S. (I'm Still Not Over You)«                                        | Rogers, Sturken                                                                                  | Evan Rogers, Carl Sturken | 4:11     |
| 11. | »A Girl like Me«                                                       | Rogers, Sturken, Fenty                                                                           | Evan Rogers, Carl Sturken | 4:18     |
| 12. | »A Million Miles Away«                                                 | Rogers, Sturken                                                                                  | Evan Rogers, Carl Sturken | 4:11     |
| 13. | »If It's Lovin' That You Want (dio 2)« (Bonus pjesma, feat. Cory Gunz) | Jean Claude Olivier, Samuel J. Barnes, Alaxsander Mosely, Scott Larock, Lawrence Parker, Riddick | Poke & Tone               | 4:08     |

| Br. | Skladba                                                                                        | Skladatelj            | Trajanje |
| --- | ---------------------------------------------------------------------------------------------- | --------------------- | -------- |
| 1.  | »Who Ya Gonna Run To« (japansko izdanje)                                                       | E. Rogers, C. Sturken | 4:04     |
| 2.  | »Pon de Replay" (Full Phatt remix)« (UK, nizozemska, talijanska, brazilska i Best Buy izdanja) |                       | 3:21     |
| 3.  | »Coulda Been The One« (japansko izdanje)                                                       |                       | 3:38     |

Napomene
Deluxe izdanje albuma sadrži originalni album s "Pon de Replay" (Full Phatt remix) kao bonus pjesmom i drugim diskom s dodatnim materijalom koji sadrži pjesme "Who Ya Gonna Run To", "Coulda Been the One", "Should I?", "Hypnotized", and "Unfaithful" (Nu Soul Remix)", kao i poboljšani CD s videospotovima za pjesme "SOS" i "Unfaithful".

## Povijest objavljivanja
| Regija                 | Datum             |
| ---------------------- | ----------------- |
| Japan                  | 19. travnja 2006. |
| Europa                 | 21. travnja 2006. |
| Ujedinjeno Kraljevstvo | 24. travnja 2006. |
| SAD                    | 25. travnja 2006. |

## Top ljestvice i certifikacije
| Top ljestvica (2006.) | Najviša pozicija | Certifikacija | Prodaja    |
| --------------------- | ---------------- | ------------- | ---------- |
| Australija            | 9                | platinasta    | 70.000     |
| Belgija               | 10               |               |            |
| Kanada                | 1                | platinasta    | 100.000    |
| Češka                 | 7                |               |            |
| Finska                | 30               |               |            |
| Francuska             | 18               | zlatna        | 139.600    |
| Njemačka              | 13               | zlatna        | 100.000    |
| Irska                 | 5                | 2x platinasta | 30.000     |
| Japan                 | 4                |               |            |
| Meksiko               | 60               |               |            |
| Novi Zeland           | 8                | zlatna        | 7.500+     |
| Španjolska            | 81               |               |            |
| Švedska               | 29               |               |            |
| Švicarska             | 6                | platinasta    | 30.000     |
| UK                    | 5                | platinasta    | 300.000    |
| SAD Billboard 200     | 5                | platinasta    | 1.000.000+ |

## Produkcija
- Glavni producent: Carter Administration
- Pomoćni producenti: Evan Rogers, Carl Sturken
- Producenti: Mike City, Gussie Clarke, Don Corleon, Mikkel S. Eriksen,Tor E. Hermansen, Poke & Tone, Evan Rogers, J. R. Rotem, Carl Sturken, The Conglomerate
- Producent vokala: Makeba Riddick
- Tehničari: James Auwater, Donovan "Vendetta" Bennett, Franny "Franchise" Graham, Jeremy Harding, Al Hemberger, Malcolm Pollack, J. R. Rotem, Tiger Stylz
- Uprava: Chris Gehringer
- Montaža: Jason Goldstein, Jason Groucott, Al Hemberger
- A&R: Jay Brown, Adrienne Muhammad, Tyran "Ty Ty" Smith
- Direktor fotografije: Alli Truch
- Violina: Abe Appleman

## Nagrade

### Barbadoške glazbene nagrade
- Album godine (2007.)

### NRJ glazbene nagrade
- Najbolja međunarodna pjesma — "Unfaithful" (2007.)

### Nagrade MuchMusic Video
- Najbolji video internacionalnog izvođača — "SOS" (2006.)

## Vanjske poveznice
- ThisIsRihanna.com[neaktivna poveznica] — službena stranica
- MySpace.com/Rihanna — službena MySpace stranica